# Centre historique minier

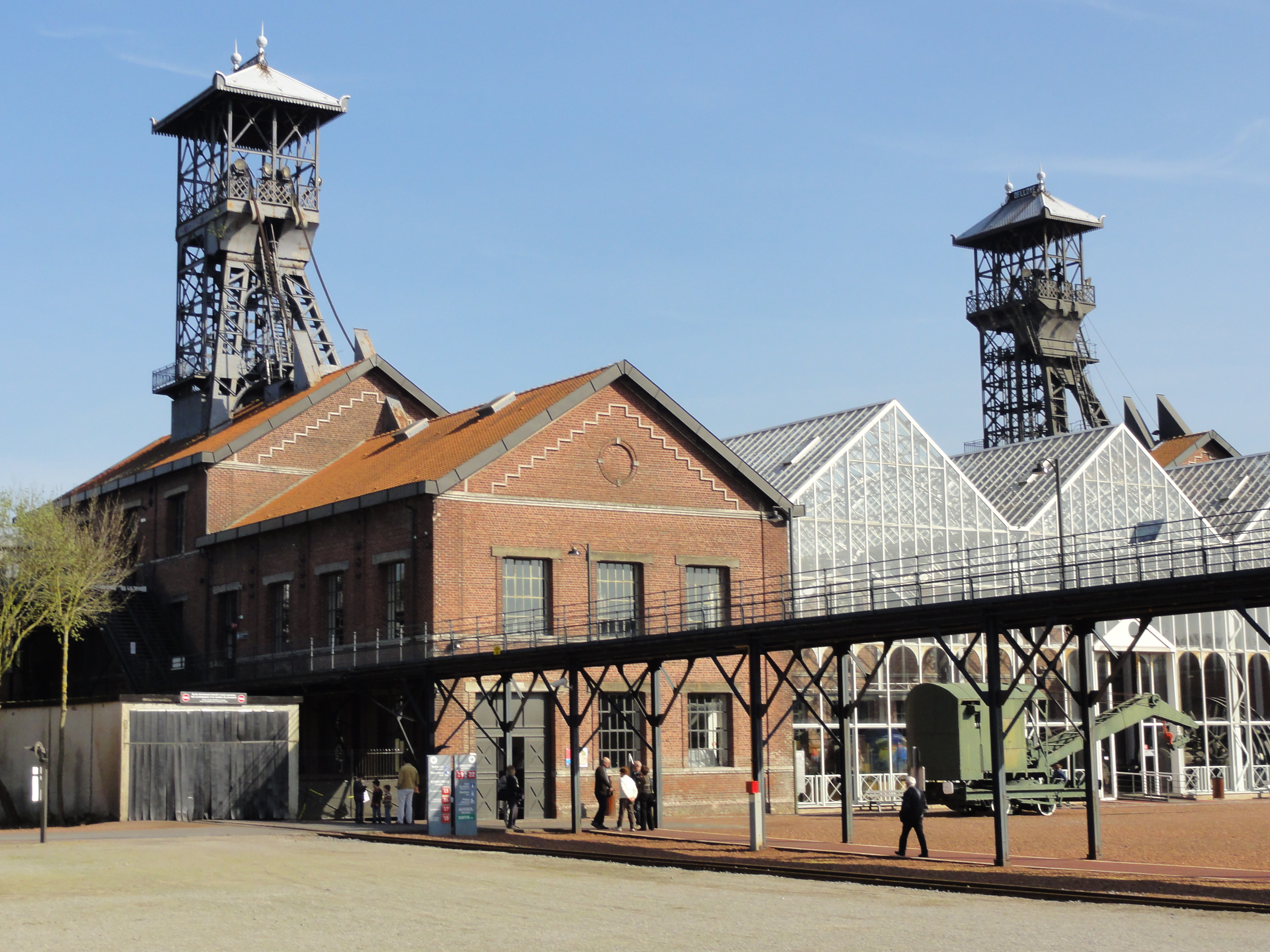

Het Centre historique minier de Lewarde is een voormalige steenkoolmijn en museum in het Noord-Franse Lewarde. De Fosse Delloye was actief tussen 1927 en 1971. Het museum bestaat uit de gebouwen, gangen en schachtbokken van de voormalige mijn. De Fosse Delloye maakt deel uit van Unesco-Werelderfgoed Steenkoolbekken van Nord-Pas-de-Calais.